# Esteve Valls Baqué
Esteve Valls Baqué (Sabadell, 1910-1994) fou un pintor sabadellenc.
Baqué va tenir un estil molt personal en les seves obres, intentant figura dels diversos -istmes del segle xx. Com altres artistes coetanis, va pintar diverses vistes del Riu Ripoll.
L'any 1950 va participar en l'exposició de Festa Major de l'Acadèmia de Belles Arts de Sabadell. Al 1957 i 1959 va participar en la tercera i quarta edició del Saló Biennal de Belles Arts que organitzava la mateixa entitat i que es presentava a la Caixa d'Estalvis de Sabadell.
Com a pintor, realitzava les seves obres majoritàriament de nit, amb unes espelmes, fent servir models mentals de dones que convertia en models simbòlics sobre fons blancs.
Va morir a la seva casa pairal, on vivia sense electricitat ni aigua corrent.
El Museu d'Art de Sabadell conserva obra seva. L'any 1982 li va dedicar una retrospectiva i el 2005 va organitzar una exposició monogràfica pòstuma.